# (20813) Aakashshah
(20813) Aakashshah ist ein Asteroid, der am 28. September 2000 an der Lincoln Laboratory ETS in Socorro entdeckt wurde.